# Gradilone
Gradilone (Gradilon in francese; nome di origine celtica Gradlon; ... – 1079) è stato un nobile normanno d'Italia meridionale della seconda metà dell'XI secolo.

## Biografia
Nato in Italia dopo il 1045, Gradilone era un figlio di Riccardo Drengot, conte normanno d'Aversa (1049) e principe di Capua (1058), e della moglia Fredesenda, figlia di Tancredi d'Altavilla. Così, Gradilone era anche il nipote di Roberto il Guiscardo e di Ruggero d'Altavilla.
Secondo Amato di Montecassino, Gradilone sposò una figlia del fratello maggiore di Guiscardo e Ruggero, Umfredo d'Altavilla, terzo conte normanno di Puglia e Calabria (1051-1057).
Nel 1078, Gradilone, signore del castello di Vico, partecipò con il cognato Abagelardo ad una sollevazione contro il potente Guiscardo che si trovava al momento in Calabria. Tornato il Guiscardo e ristabilita la situazione, il duca lo prese prigioniero, gli fece cavare gli occhi e lo rese eunuco (estate 1079).